# Mikko Ilonen
Mikko Ilonen (* 18. Dezember 1979 in Lahti) ist ein finnischer Profigolfer der European Tour.

## Leben/Karriere
Nach einer erfolgreichen Amateurkarriere – mit dem Gewinn der Amateur Championship im Royal Liverpool Golfclub im Jahre 2000 als Höhepunkt –, wurde er 2001 Berufsgolfer. In seiner ersten Saison verblüffte Ilonen die Golfwelt mit einem neunten Platz bei der Open Championship in Royal Lytham & St Annes. Nach vier Jahren auf der European Tour verlor er seine Spielberechtigung und ging zur zweitgereihten Challenge Tour. Er konnte sich im Juli 2006 bei der Open Championship erneut in Erinnerung rufen, als er den beachtlichen 16. Platz belegte. Im Februar 2007 gelang Ilonen der erste Turniersieg als Profi – bei den Indonesia Open, einem Event der European Tour und der Asian Tour. Im selben Jahr gewann er noch die Scandinavian Masters, die Ilonen sechs Jahre später noch einmal für sich entscheiden konnte. Im Juni 2014 gewann er die Irish Open.
Ilonen ist seit 2010 verheiratet und hat seinen Wohnsitz in Lahti.

## European Tour Siege
- 2007 Indonesia Open (zählt auch zur Asian Tour), Scandinavian Masters
- 2013 Nordea Masters
- 2014 Irish Open, Volvo World Match Play Championship

## Teilnahme an Mannschaftswettbewerben
- Seve Trophy (für Kontinentaleuropa): 2007, 2013 (Sieger)
- World Cup: 2007

## Resultate bei Major Championships
| Turnier           | 2000 | 2001 | 2002 | 2003 | 2004 | 2005 | 2006 | 2007 | 2008 | 2009 | 2010 | 2011 | 2012 | 2013 | 2014 | 2015 |
| ----------------- | ---- | ---- | ---- | ---- | ---- | ---- | ---- | ---- | ---- | ---- | ---- | ---- | ---- | ---- | ---- | ---- |
| Masters           | DNP  | CUT  | DNP  | DNP  | DNP  | DNP  | DNP  | DNP  | DNP  | DNP  | DNP  | DNP  | DNP  | DNP  | DNP  | CUT  |
| US Open           | DNP  | DNP  | DNP  | DNP  | DNP  | DNP  | DNP  | DNP  | DNP  | DNP  | CUT  | DNP  | CUT  | DNP  | DNP  | DNP  |
| Open Championship | CUT  | T9   | T50  | DNP  | DNP  | DNP  | T16  | DNP  | DNP  | DNP  | DNP  | DNP  | DNP  | T79  | CUT  | CUT  |
| PGA Championship  | DNP  | DNP  | DNP  | DNP  | DNP  | DNP  | DNP  | DNP  | DNP  | DNP  | DNP  | DNP  | DNP  | CUT  | T7   | T54  |

DNP = nicht teilgenommen

CUT = Cut nicht geschafft

„T“ geteilte Platzierung

Grüner Hintergrund für Siege

Gelber Hintergrund für Top 10